# Hypnodendron beccarii
Hypnodendron beccarii là một loài Rêu trong họ Hypnodendraceae. Loài này được (Hampe) A. Jaeger mô tả khoa học đầu tiên năm 1880.